# Prospalta metarhoda
Prospalta metarhoda är en fjärilsart som beskrevs av George Francis Hampson 1908. Prospalta metarhoda ingår i släktet Prospalta och familjen nattflyn. Inga underarter finns listade i Catalogue of Life.